# The Addams Family: Pugsley's Scavenger Hunt
The Addams Family: Pugsley's Scavenger Hunt è un videogioco a piattaforme pubblicato dalla Ocean Software nel 1993 per SNES, Game Boy e NES. Il titolo è ispirato alla seconda serie animata La famiglia Addams del 1992.
Spesso venne chiamato non ufficialmente The Addams Family 2 dalla stampa, in quanto preceduto da The Addams Family dello stesso genere.

## Trama
La vicenda ruota intorno a Pugsley e a una caccia al tesoro organizzata da Mercoledì. La ricerca lo condurrà in tutte le camere da letto dei membri della famiglia, per trovare un oggetto particolare appartenente a ognuno di loro.

## Meccanica di gioco
Pugsley's Scavenger Hunt è un platform molto simile a The Addams Family, con la principale differenza di non essere lineare: Pugsley può accedere immediatamente a qualsiasi percorso che lo condurrà a una stanza.

## Conversioni
- La versione NES non è una conversione di quella SNES, bensì un riadattatamento delle versioni SNES, Mega Drive ed Amiga di The Addams Family[1]: mostra livelli simili, nemici e situazioni analoghe, eccetto Gomez, ora personaggio secondario e non protagonista, sostituito da Pugsley. I livelli della conversione NES sono accorciati, il livello della cripta e del congelatore sono ridotti a battaglie contro un boss, non c'è alcuna musica eccetto il tema della Famiglia Addams all'inizio e alla fine del gioco, inoltre la spada e le palle da golf sono assenti tra le armi. L'unica aggiunta è il sistema di password per salvare quantunque il giocatore voglia e non come nella versione SNES, dove è possibile riprendere la partita solo dopo una sessione specifica o dopo aver sconfitto un boss.
- La versione Game Boy è ancora più decurtata di contenuti: non ci sono le scatole con i consigli, ed interi livelli sono stati tagliati (tra cui quello finale, accedendo al quale si passerà subito allo scontro con il boss).

## Accoglienza
In media fu accolto positivamente dalla critica, arrivando a ricevere anche un 95% (versione SNES) da Consolemania. La critica maggiore per la versione Super Nintendo era l'eccessiva difficoltà e il sistema di password inadatto. Super Play Magazine britannica gratificò l'aspetto visivo del gioco, assai più colorato e dettagliato del precedente, constatando che «è un piacere da vedere più che da giocare». La versioni SNES e Game Boy vennero mediamente considerate migliori della conversione per NES.